# Villardiegua de la Ribera
Villardiegua de la Ribera község Spanyolországban,  Zamora tartományban. Villardiegua de la Ribera Miranda do Douro, Torregamones, Moralina, Villadepera és Fonfría községekkel határos. Lakosainak száma 116 fő (2024).

## Népesség
A település népessége az utóbbi években az alábbiak szerint változott:
| Lakosok száma | 160  | 162  | 164  | 158  | 147  | 136  | 134  | 127  | 114  | 116  |
|               | 2001 | 2004 | 2007 | 2009 | 2012 | 2014 | 2017 | 2019 | 2022 | 2024 |